# Mycetophila recula
Mycetophila recula är en tvåvingeart som först beskrevs av Laffoon 1957.  Mycetophila recula ingår i släktet Mycetophila och familjen svampmyggor.
Artens utbredningsområde är Kalifornien. Inga underarter finns listade i Catalogue of Life.